# Sylvius Leopold Weiss
Sylvius Leopold Weiss (Grodków, 12. listopada 1687. – Dresden, 16. listopada 1750.) bio je njemački skladatelj i svirač lutnje.
Rođen je u Grodkówu (nje. Grottkau), malom mjestu blizu Wroclawa u današnjoj Poljskoj. Sin je Johanna Jacoba Weissa, također svirača lutnje. Živio je i radio u Wroclawu, Rimu i Dražđanama (Dresdenu).
Weiss je bio jedan od najznačajnijih svirača te kompozitora za lutnju svog vremena. Susreo se i s J.S.Bachom, te ga zadivio svojim umijećem sviranja lutnje.

## Djelo
Weiss je autor više od 1000 djela za lutnju, od kojih je sačuvano oko 850. Osim sonata za lutnju (ova djela nisu identična klasičnoj sonati) autor je i više koncerata i komornih djela, no od kojih su sačuvane samo solo partiture.

## Vanjske poveznice
- Classical Composers Database
- Silvius Leopold Weiss  Arhivirana inačica izvorne stranice od 1. prosinca 2015. (Wayback Machine)